# Джанна Нанніні

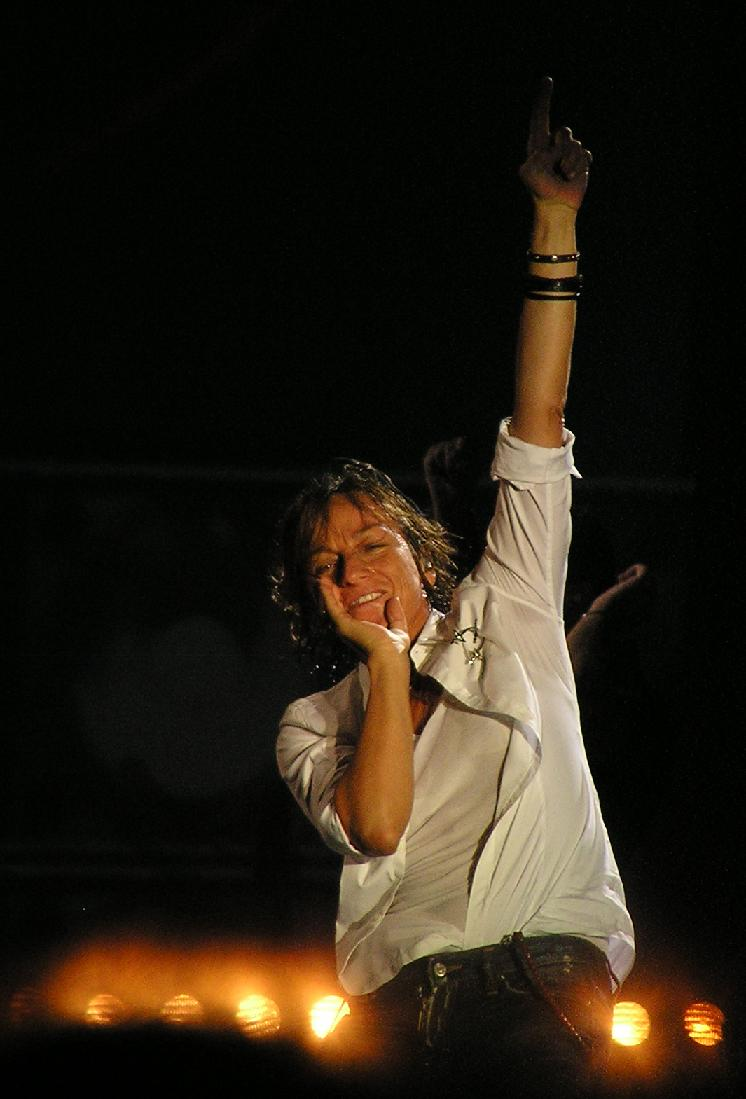
Джанна Нанніні

Джанна Нанніні (італ. Gianna Nannini; нар. 14 червня 1954, Сієна, Тоскана, Італія) — відома італійська співачка і авторка пісень. Старша сестра гонщика Формули-1 Алессандро Нанніні.

## Біографія
Її батько, Данило Нанніні був відомим промисловим кондитером і в різні роки очолював футбольний клуб Siena Calcio. Джанна навчається в науковому ліцеї та в музичній школі по класу фортепіано в консерваторії міста Лукка. Згодом вона переїжджає в Мілан, щоб присвятити себе музиці. У Мілані вона виступає в різних історичних закладах, таких, як L'Osteria dell'Operetta, Le Scimmie, Il Rosso, і знайомиться з блюзовим музикантом Ігорем Кампанером, який буде працювати з нею на концертах, а в 1988 році допоможе в роботі над багатьма композиціями для альбому Malafemmina.
У 1990 році спільно з Едоардо Беннаті виконала Un'estate italiana, офіційний гімн Чемпіонату світу з футболу.

## Особисте життя
Вона публічно повідомила про свою бісексуальність у 2002 році.